# Léon Sabatier (1891-1965)
Béryl Lecourt, « Aragon éditeur: les EFR dans la guerre froide », sur https://www.fabula.org (consulté le 18 juin 2025)
 (juillet 2017).
Si vous disposez d'ouvrages ou d'articles de référence ou si vous connaissez des sites web de qualité traitant du thème abordé ici, merci de compléter l'article en donnant les références utiles à sa vérifiabilité et en les liant à la section « Notes et références ».
Léon Sabatier, né le 23 avril 1891 à Toulon et mort le 2 octobre 1965 à Tourrettes-sur-Loup (Alpes-Maritimes), est un peintre et fresquiste français ; il a également été militant communiste et résistant.
Toute sa vie, il consacrera son œuvre à la peinture des paysages provençaux.

## Biographie
Léon Sabatier naît à Toulon le 23 avril 1891. Sa mère Maxime Burle est née à Saint-Julien-le-Montagnet (Var) et élève ses six enfants; son père Étienne Sabatier est ouvrier chaudronnier. Léon Sabatier n'a que trois ans lorsque son père meurt. Sa mère se remarie plus tard avec Jules Sicard, garde forestier et socialiste. Son beau-père aura une grande influence sur lui, il  lui donnera le goût de la nature et deviendra son père spirituel. 

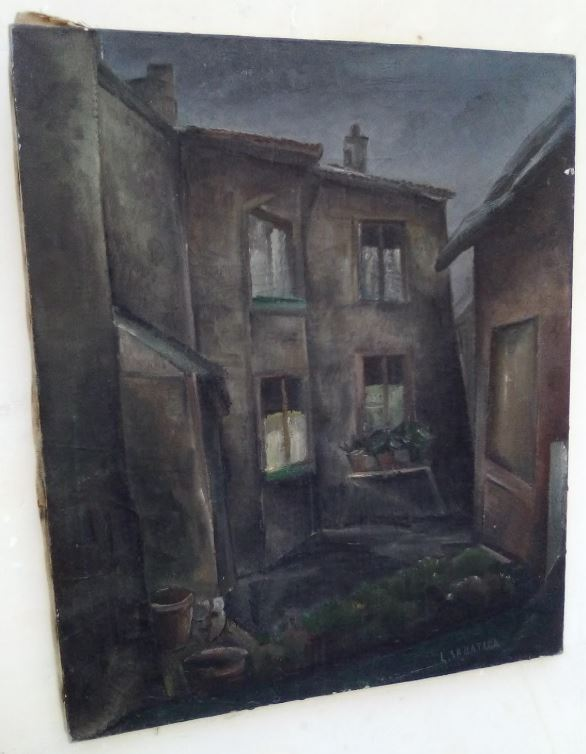
Huile sur toile, collection privée

Léon Sabatier quitte l'école alors qu'il n'a que 13 ans, il souhaite devenir forgeron. Cependant, son frère Louis, chargé de lui enseigner le métier, meurt à l'âge de 21 ans. Personne ne transmettra ce savoir-faire au jeune homme.
Peu de temps après, la sœur de Léon Sabatier épouse Adrien Garnier, peintre en bâtiment ainsi que peintre amateur. Celui-ci deviendra rapidement son maître d'apprentissage. Léon prend goût à la peinture, qui occupe toutes ses journées, si bien que sa famille l'inscrit aux Beaux-Arts de Toulon. Il y suivra les cours du soir car il doit continuer de travailler, sa famille étant très pauvre. Léon Sabatier, pour s’entraîner, peint les paysages de Provence.
Sur un chantier, il rencontre les fresquistes Moreira  et De Signori qui lui transmettent leur savoir-faire ; puis un décorateur qui l’entrainera avec lui en Suisse où Léon découvrira le métier tout en suivant les cours du soir aux Beaux-Arts de Genève.
En 1911 il obtient la bourse des Beaux-Arts et s'inscrit à l'école nationale des beaux-arts de Paris et travaille dans l'atelier de Luc-Olivier Merson et Raphaël Collin ; il suit également des cours aux Arts décoratifs.
Son premier atelier situé rue Blainville , sera partagé avec l'artiste Fély-Mouttet. Léon finit par quitter l'École Nationale des Beaux Arts de Paris étant rebuté par le conformisme.
L'artiste s'installe  ensuite à Montparnasse, véritable centre névralgique de l'art contemporain à l'époque. Il y rencontrera Derain, Modigliani, Kisling, Ceria et beaucoup d'autres. 
Dès les débuts de la Première Guerre mondiale, Léon Sabatier, jeune étudiant artiste et anarchiste, manifeste contre l'ordre de mobilisation générale. Cependant il est tout de même envoyé au 7e Génie à Avignon puis à Lyon  où il fait du camouflage d'avion et rencontre le célèbre affichiste Paul Colin.
A la fin de la guerre il réintègre son atelier rue Blainville, il fait la connaissance du poète Bonnans, ainsi que de Vincent Muselli. Ils vivent dans la misère et récitent des poèmes dans des restaurants.
En 1920 Léon Sabatier épouse Cécile Gény avec qui il s'installe dans la Nièvre. Il réalise une fresque dans la nef de l'église de La Chapelle-Saint-André, représentant l'Assomption,. Après la mort de sa femme trois ans plus tard, il regagne Paris.
En 1923 il est exposé au salon des indépendants,  en 1925 il expose à la galerie Martin à Paris puis à Lyon à la galerie Saint-Pierre.
Durant l'été 1930, lors d'un séjour à Toulon, Léon Sabatier rencontre Emilienne Saglia, marchande de tableaux, qu'il épouse ; ils s'installent à Toulon. En 1935 il est nommé professeur aux Beaux Arts de Toulon et dans le même temps expose à la Galerie Da Silva à Marseille.
Durant la seconde guerre mondiale, Léon Sabatier s'engage dans la résistance et voit son domicile perquisitionné.
A la libération il quitte son poste de professeur aux Beaux Arts et s'installe de nouveau à Paris où il habite un atelier rue Vercingétorix. En 1946 il fait une exposition à la Galerie Guénégaud. Il participe également à la Première exposition de l'UNESCO la même année, avant d'exposer Galerie Barreiro et d'être nommé jury au salon d'automne.
En 1949 il illustre, sur une commande de Louis Aragon qui préface le livre, une réédition du roman Le Marquis des Saffras de Jules de la Madelène, initialement paru en 1859.
A cette époque Léon fréquente Philippe Chabaneix, Léon Verane, Eluard, Francis Carco, Simon Ségal, Orazzi...
La dernière exposition Parisienne de Sabatier a lieu en 1958 à la galerie Renou et Poyet.
La maladie le pousse à retourner vivre dans le Midi ; il s'installe dans le village de Tourrettes-sur-Loup (Alpes Maritimes). Il fait une dernière grande exposition à Nice à la galerie Muratore en 1960.
Léon Sabatier meurt le 2 octobre 1965 à Tourrettes-sur-Loup. Sa dernière phrase à sa femme fut :

« J'ai fait de la peinture en honnête homme... lorsqu'on ne peut plus peindre, on peut partir. »

## Œuvres en collection publique
- Paysage, huile sur toile, Grenoble, musée[6].